# Frou Frou (film 1914)
Frou Frou è un film muto del 1914 diretto da Eugene Moore.
Il soggetto è tratto da Frou Frou, l'originale lavoro teatrale dei francesi Henri Meilhac e Ludovic Halévy che ebbe numerose versioni cinematografiche, nell'adattamento inglese di Augustin Daly, andato in scena a Broadway per la prima volta il 15 febbraio 1870

## Trama
Frou Frou è sposata con Henri de Sartorys da cui ha avuto un figlio, Georges. Ma la sua natura frivola la porta a trascurare figlio e marito per civettare con il conte Paul de Valreas. Costui persuade Frou Frou ad affidare la direzione della casa a sua sorella Louise: libera dalle incombenze domestiche, Frou Frou potrà così dedicarsi completamente al conte. Louise, una ragazza piuttosto triste, è segretamente innamorata di Henri, il marito di Frou Frou. Il potersi ora trovare sempre con lui, prendersi cura dell'uomo che ama e di suo figlio, le porta una grande felicità. Piano piano, la sua presenza soppianta quella di Frou Frou, ormai lontana, presa dal suo nuovo amore. La donna, quando si rende conto di ciò che sta accadendo nella sua casa, denuncia quelle che lei considera le trame di Louise e se ne va via con l'amante.
Henri segue i due che ritrova a Venezia. Sfida a duello Paul e lo uccide. Rimasta sola, Frou Frou si ammala gravemente. Ormai morente, rivede il marito, il figlio e Louise: lasciando questa terra, Frou Frou li benedice.

## Produzione
Il film fu prodotto nel 1913 dalla Thanhouser Film Corporation.

## Distribuzione
Distribuito dalla Mutual Film, il film uscì nelle sale cinematografiche USA il 1º gennaio 1914.
Copia della pellicola (un positivo 35 mm) viene conservata negli archivi dell'International Museum of Photography and Film at George Eastman House.